# Anselme de Crombrugghe
Anselme Leonard de Crombrugghe (Brugge, 5 november 1778 - Sint-Pieters-op-den-Dijk, 29 mei 1851) was burgemeester van de Belgische gemeente Sint-Pieters-op-den-Dijk bij Brugge van 1814 tot 1851.

## Familie
De familie de Crombrugghe behoorde al sinds de zeventiende eeuw tot de Zuid-Nederlandse adel. Ze  behoorde vanaf de veertiende eeuw tot de voorname ingezetenen van Gent en leverde talrijke bestuurders in de stad en daarbuiten. In de zeventiende eeuw werd Antoine-François de Crombrugghe (1639-1726) schepen van Veurne, waar hij zich gevestigd had ingevolge zijn huwelijk in 1681 met de Veurnse Marie-Anne Damarin en vervolgens in 1694 met de dertig jaar jongere Marie-Marguerite de Cressin (1670-1741), die een aantal heerlijkheden als bruidsschat inbracht.
Een zoon uit het tweede bed, Antoine-Hyacinthe de Crombrugghe (1696-1750) was eerste schepen van Veurne. Hij trouwde eerst met Marie Patheet, en in 1735 met de Brugse Anne Anchemant (1712-1753). Uit het tweede huwelijk stamde François-Antoine de Crombrugghe (1748-1802) die in 1771 in Brugge trouwde met Isabelle Triest en er bleef wonen. Het echtpaar had elf kinderen, van wie er vijf aan de wieg stonden van de familietakken de Picquendaele, de Schipsdaele, Ballin, de Looringhe en Custis de Beaupré. 
Anselme de Crombrugghe was de zesde in het gezin. Hij trouwde in 1812 met Thérèse de Wever (Brugge 1780 - Sint-Pieters 1863) en ze kregen drie zoons:
- Anselme de Crombrugghe (Rijsel 1807 - Brugge 1850) die in 1831 trouwde met Adelaïde Dhont (1805-1834). Hij overleed een jaar voor zijn vader.
- Gaspard de Crombrugghe, die zijn vader opvolgde als burgemeester
- Louis de Crombrugghe (Sint-Pieters 1818 - Brugge 1890) die trouwde met Hortense Hasaert (Kortrijk 1822 - Brugge 1851) en in tweede huwelijk met Mathilde de Buck (Gent 1816 - Brugge 1887). In 1888 verkreeg hij de toelating om 'de Schipsdaele' bij zijn naam te voegen. Hij heeft nakomelingen tot op heden.

In 1822 werd Anselme, net als andere leden van de familie, volgens de vigerende wetgeving, in de adelstand erkend en hij werd benoemd in de Ridderschap van de provincie West-Vlaanderen.
Hij woonde op het landgoed 'Rustenburg' aan de Oude Oostendse steenweg, dat onder het ancien régime het buitenverblijf was van de reder en handelaar Denis-Philippe de Brouwer (1729-1798).

## Burgemeester
Anselme de Crombrugghe werd op het einde van het Empire in 1814 'maire' van zijn gemeente, vervolgens burgemeester, wat hij bleef tot aan zijn dood, dit wil zeggen bijna veertig jaar.
Samen met pastoor Carlos Van Belle zette hij zich in voor de bouw van een nieuwe parochiekerk, die in 1845 voltooid was.
De gemeente telde begin van de eeuw ongeveer 600 inwoners en was vijftig jaar later geklommen tot 850 inwoners. De nieuwgevormde gemeente bestond uit de vroegere parochie Sint-Pieters en uit het grondgebied bekend als 'Scheepsdale' dat zich uitstrekte tussen de vestingen van de stad Brugge en de ringvaart naar Oostende, en dat voordien als zogenaamde 'paallanden' bij Brugge hoorde.
Het gedeelte Scheepsdale sloot eerder aan bij Brugge dan bij het deel langs de overzijde van de vaart. Dit bleek onder meer in de jaren van hongersnood, toen hongeroproer zich eerst voordeed op Scheepsdale, om zich van daar in de binnenstad te verspreiden.
Toen Anselme stierf werd hij opgevolgd in het burgemeestersambt door zijn zoon Gaspard de Crombrugghe